# Honores Frederici
Honores Frederici (także Gloria Frederici; z łac. „Chwała Fryderyka”) – historyczny gwiazdozbiór utworzony z gwiazd konstelacji Andromedy i Jaszczurki. Został stworzony w 1787 roku przez Johanna Bodego, na cześć zmarłego rok wcześniej Fryderyka II, króla Prus. Ilustracja Bodego przedstawiała miecz, pióro, gałąź oliwną, symbolizujące króla jako bohatera, mędrca i dawcę pokoju. Pomimo uznania dla Uranografii Bodego, nowy gwiazdozbiór nie zyskał powszechnej akceptacji. W II połowie XIX wieku był już generalnie nieuznawany.
Sto lat przed Bayerem, w 1679 roku, Augustin Royer stworzył niemal w tym samym miejscu i w części z tych samych gwiazd gwiazdozbiór Sceptrum et Manus Iustitiae, „Berła i Ręki Sprawiedliwości”, na cześć króla Francji Ludwika XIV. W 1687 Jan Heweliusz zastąpił go gwiazdozbiorem Jaszczurki, który zyskał większą popularność i przed 1750 Berło zniknęło z map nieba.